# Поморишје
Поморишје је географска и историјска област у доњем делу слива реке Мориш, тачније у делу њеног тока кроз Панонску низију. Самим тим, Поморишје је гранична област између историјских области Баната на југу и Кришане на северу. Овај назив везан је српску историју, будући да је област Поморишја била важна у прошлости Срба у Панонији. У овом подручју и данас постоји српска мањина.

## Порекло имена
У дословном српском преводу Поморишје је сложеница састављена из три дела, од којих најважнији средњи „Мориш”, јер даје посебност овој речи. Предложак „По” у српском језику везује се за значење области око нечега, најчешће неког географског појма, који је у у средини сложенице. Бројни су примери везани за реке (Посавина, Подунавље, Поморавље, Подриње, Потисје).
Данас се назив Поморишје застарео и спомиње се искључиво у вези са историјом и прошлошћу. Има више разлога за ово — разједињеност некадашњег подручја на три државе (Румунија, Мађарска, Србија), малобројност српског становништва и српских насеља у овој области, останак већег дела овог подручја изван граница матице (Србија).

## Природне одлике
Поморишје у основном (ужем) смислу данас је подељено између Румуније (већи источни део) и Мађарске (мањи западни део). У Румунији је то округ Арад и северни део округа Тамиш. У Мађарској је то источни део Чонградске жупаније. У ширем смислу Поморишје као историјска област обухвата и део Потисја, тачније околину Сегедина у Мађарској и Новог Кнежевца у Србији.

## Историја
Историјски гледано, становништво Поморишја чинили су Румуни, Срби и Мађари. Румуни су изворно били насељени источно од Арада, а Срби западно. Мађари су се могли срести на целом подручју, мада је ка истоку њихова бројност опадала. Бројно српско становништво у Поморишју постојало је још средњем веку, када се спомиње оснивање првих српских манастира у румунском делу Баната. У већ 16. веку постоје писана документа о битисању Срба на обалама Мориша. У периоду отоманске управе над овим подручје и целом јужном Панонијом број Срба се различитим сеобама повећао.
После Карловачког мира 1699. године хабзбуршка монархија успоставља власт над већином подручја турског дела Паноније. Међутим, Турци су задржали Банат са средиштем у Темишвару све до Пожаревачког мира 1739. године. у овом међупериоду (1702—51) Поморишје је подељено. Северни део постао је део хабзбуршке војне границе, тзв. Војне крајине, сектор Тиса-Мориш. Највећи број граничара чинили су Срби. У овом периоду српски етнос на овом подручју достигао је свој највиши ниво — Срби су чинили половину становништва у Сегедину и Араду, а насеља између ова два града била су српска.
Граничарско становништво, а реч је скоро увек само о пунолетном мушком његовом делу, било је сврстано у четири категорије: служеће, чардаклије, емерите и егземпте. Обавеза војне службе падала је скоро искључиво на прве две категорије граничарског становништва: активно служеће или земаљску милицију и чардаклије. У те обавезе спадало је учешће у ратовању против Турака, стражарска служба на чардацима дуж пограничног кордона према Турској, осматрање и обавештавање о покретима с друге стране река, сузбијање изненадних продора од стране Турака, прогон разбојника, спречавање кријумчарења различитих роба, а нарочито соли, онемогућавање прелажења могућих преносника куге из турских у хабзбуршке области, као и пружање помоћи лађама које су превозиле дрво, со и друге производе још нерегулисаним речним токовима. Граничари из тих редова подлегали су одговарајућој војној обуци, строгој дисциплини према тзв. „Артиклбрифу“ и „Муштри“ која је вршена сваког пролећа и била праћена пописом мушког дела популације.— Славко Гавриловић, „Нове војне границе у Срему, Потисју и Поморишју као примарне области миграција у Руско царство у 18. веку“
После протеривања Турака из Паноније престала потреба за војном границом на Тиси и Моришу. Када је она укинута (1751) Срби на овом подручју нашли су се угрожени, па је почео масовни одлазак Срба за јужну Русију (данашња Украјина). Тамо су Срби основали Нову Србију и Славеносрбију. Овим одсељавањем подручје Поморишја и Потисја (област Сенте и Аде) остали су готово пусти. Тако су места, на пример, Надлак и Чанад остала без 80% становника (махом Срба). Овим су отворена врата за ново насељавање ово подручја, па почело насељавати мађарско, немачко, румунско и словачко становништво. Током следећих век и по удео Срба у месном становништву стално је опадао.
По попису становништва из 1910. године у управној области Мориш са средиштем у Сегедину Срби су чинили свега 5% становника (33.000 људи). Од тог броја 90% живело је јужно од Мориша, највише на потезу Сегедин-Нови Кнежевац. Највећи део овог потеза после Првог светског рата прикључен је Краљевини Срба, Хрвата и Словенаца и данас чини општину Нови Кнежевац. У насељима која су остала у Мађарској и Румунији велики део српског становништва се иселио у матицу, тако да су ова насеља остала без Срба или је њихов број данас незнатан.

## Поморишки Срби данас
Тако данас у овој области данас има само неколико насеља са највише 500 Срба, али месни Срби чувају свој језик и културу и дан-данас.
У Србији — Општина Нови Кнежевац
У мађарском делу Сегедин, Деска, Чанад, Сентиван, Батања.
У румунском делу Арад, Надлак, Торња, Печка, Варјаш, Фенлак, Наћфала, Румунски Чанад.